# Magyar opera
A magyar nyelvű opera viszonylag későn, a 18. század nyolcvanas éveiben született meg. Külföldi operatársulatok is csak ebben a században jelentek meg Magyarország területén. Mivel 1884-ig nem volt az országnak operaháza, az első magyarországi operaelőadások jobbára főúri családok magánszínházaiban zajlottak. Egyes arisztokrata családok külön zenekart és operatársulatot is fenntartottak. Ezek közül a leghíresebb és legjelentősebb az Esterházy család Fertődi rezidenciáján működött színház, nemcsak külön zenekarral és operatársulattal, hanem külön udvari zeneszerzővel is. Joseph Haydn két operáját kivéve az Esterházy család számára készítette darabjait e műfajban. A művek itt is kerültek bemutatásra. Hogy miért csak a műfaj kialakulása után kétszáz évvel született meg az önálló, európai színvonalú magyar opera, arra számos magyarázat van. Legkézenfekvőbb az ország viharos 17. századi történetével magyarázni a dolgot. Ugyanakkor azt is figyelembe kell venni, hogy Magyarországon önálló, európai értelemben vett zenei élet sem volt 19. századig, hiszen ennek bázisa az erős polgárság volt. amely nálunk csak a reformkorban kezdett kialakulni.

## A magyar operairodalom előzményei és forrásai a 18–19. században
Szabolcsi Bence és Kerényi Ferenc a magyar opera közvetlen elődjének tekintette a 17., de különösen a 18. század első felében virágzó iskoladráma irodalmat. Ezekben a darabokban ugyanis több betétszám is volt, amiket az előadások alkalmával énekelve adtak elő. Németh Amadé ezzel szemben úgy gondolja, hogy a protestáns felekezetek énekköltészete sokkal ösztönzőbben hatott a műfaj magyarországi megjelenésére. Ezek a dalgyűjtemények számos népéneket is tartalmaztak, amelyeket általában a kollégiumok kántusai adták elő, egyet-egyet belevettek színdarabjaikba is.
A műfaj magyar gyökereit vizsgálva mindenképpen meg kell említeni Tinódi Lantos Sebestyén históriás énekeit, még ha csak kis mértékű is volt a hatásuk. Sokkal fontosabb volt a magyar műdal és a kuruc kor zenéje. De ami az első európai értelemben vett magyar operák magyaros jellegét leginkább meghatározta, a verbunkos volt, amit a külföld az 1780-as évektől kezdve egészen a 19. század végéig magyar zeneként ismert. Több külföldi zeneszerző is felfigyelt rá Mozarttól kezdve Beethovenen át Brahmsig, és még ha kis mértékben is, de a verbunkos hatott a nyugati zenére.
A tánczene, akárcsak más országokban, nálunk is a nemzeti opera alapeleme lesz. A verbunkos mellett a belőle kifejlődött csárdás és palotás örvend nagy népszerűségnek, mint eredeti magyar tánc. Ezeknek a műfajoknak több jeles képviselője is akadt: Bihari János cigányprímás, Lavotta János karnagy, Csermák Antal György és Rózsavölgyi Márk hegedűművészek személyében.
A magyar források mellett jelentős volt a külföld hatása is. A magyar zeneszerzők a zenei formákat készen kapták a francia, német, olasz mesterektől, a feladat az volt, hogy ezeket magyar tartalommal töltsék meg.

## Az első zenés színművek Erkel Ferenc fellépéséig
Hofecker-Szentimrényi Imre A magyar zene egyetemes története (1893) című munkájában a következő állítás szerepel: 1785-ben gróf Erdődy János pozsonyi kastélyának színházában adták elő Hesztrényi Áron Mátyás király című zenés színművét, ami az első magyar operának tekinthető. Ám mivel e darab létezésére nincs semmi egyéb bizonyíték, így az első operaszerű, már magyar nyelven írt műnek Chudy József Pikkó herceg és Jutka Perzsi című darabját tekinthetjük.

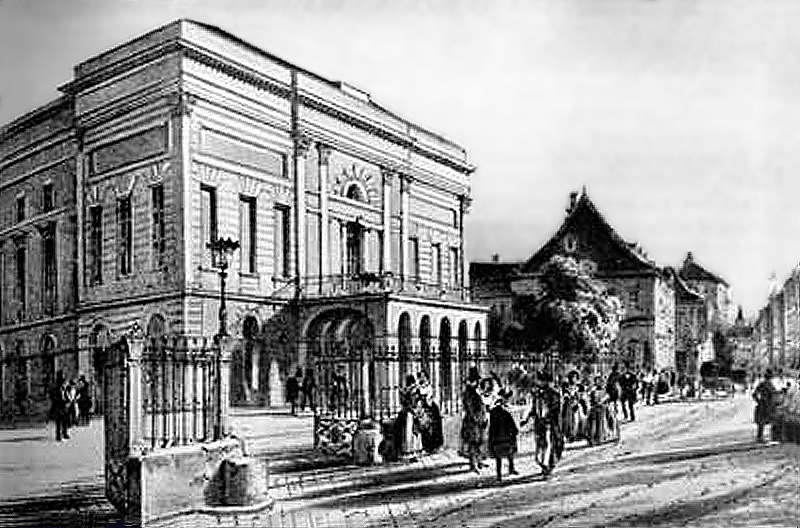
A Pesti Magyar Színház épülete 1837-ben

A korabeli színlapok „az új szomorú vígopera” megjelöléssel éltek. Maga a darab az akkora már megmerevedett francia tragédiák jól sikerült paródiája. A versek közel állnak a magyar népdalhoz. A bemutató előadás 1793-ban volt Budán. Verseghy Ferenc pozitív bírálatot jelentetett meg az előadásról, amely szerint a zene változatos és jól követi a cselekmény menetét. Egyetlen problémája a prozódiával volt. A darabnak nagy sikere volt, bemutatása évében még hatszor adják elő és még közel 30 esztendő múlva is elővették.
A következő említésre méltó darab Ruzitska József Béla futása című műve volt. Eredetileg az 1812-ben megnyílt Pesti Német Színház nyitóelőadására készült, de a cenzúrának nem tetszett, hogy egy menekülő király történetét állították színpadra, így a bemutatóra csak évekkel később, 1815-ben kerülhetett sor. A darabot 1829-ig játszotta a színház, összesen 13 előadást ért meg. Ez a mű már valóban opera. Történelmi tárgyú szabadító opera, amelyben jól megférnek egymás mellett a magyaros és külföldi zenei elemek. Ez később Erkel operáira is jellemző lesz. A darab hamar nagy népszerűségre tett szert. Színre vitték Kolozsvárott, Marosvásárhelyen, Szabadkán, Székesfehérváron, Nagyváradon, Pécsen, Debrecenben, Temesváron stb. Ruzitska nagy érdeme, hogy elsőként alkalmazta a verbunkos zene stílusjegyeit operában, ez adja zenéje magyar jellegét.
A szerző következő operája a Kemény Simon. Ez már nem aratott olyan sikert, mint a Béla futása és előadásának dátumáról sincs pontos adatok, korabeli kritikát sem ismerünk. A második történelmi magyar opera zenéje kidolgozottabb, de nem olyan megejtő, mint a Béla futásáé.
1829-ben került sor Hainisch József–Arnold György Mátyás királynak választása című operájának bemutatójára, amely szintén egy történelmi tárgyú szabadító opera. A darabot saját korában sokan kétkedve fogadták és egyes kritikusok csupán zenés színműnek titulálták, holott akárhogy is nézzük, a mű zenéje nagy mesterségbeli tudással, szépen kidolgozott muzsika, a zenés részek pedig éppúgy egységet alkotnak, mint egy opera esetében. A Mátyás királynak választása Ruzitska művei után az első színvonalas magyar opera.
Tíz évvel később már a Pesti Magyar Színház, a későbbi Nemzeti Színház vitte színre az első magyar vígoperát, Bartay András A csel című darabját. A mű zenéje a német hagyományokban gyökeredzik, a magyaros részek betétjellegűek. A darabnak ezenkívül számos dramaturgiai hiányossága van és a hangszerelés is egyenetlen. Csupán azért emlékezünk meg róla, mert ez volt az első magyar szerző által, magyar nyelven írt vígopera. Az első színvonalas magyar mű az opera eme válfajában Szerdahelyi József Tündérlak Magyarországon c. darabja volt. Ez a mű népies jellegénél fogva a Háry János egyik elődjének tekinthető.

## Erkel Ferenc és a magyar nemzeti opera

### A Bátori Máriától a Bánk bánig

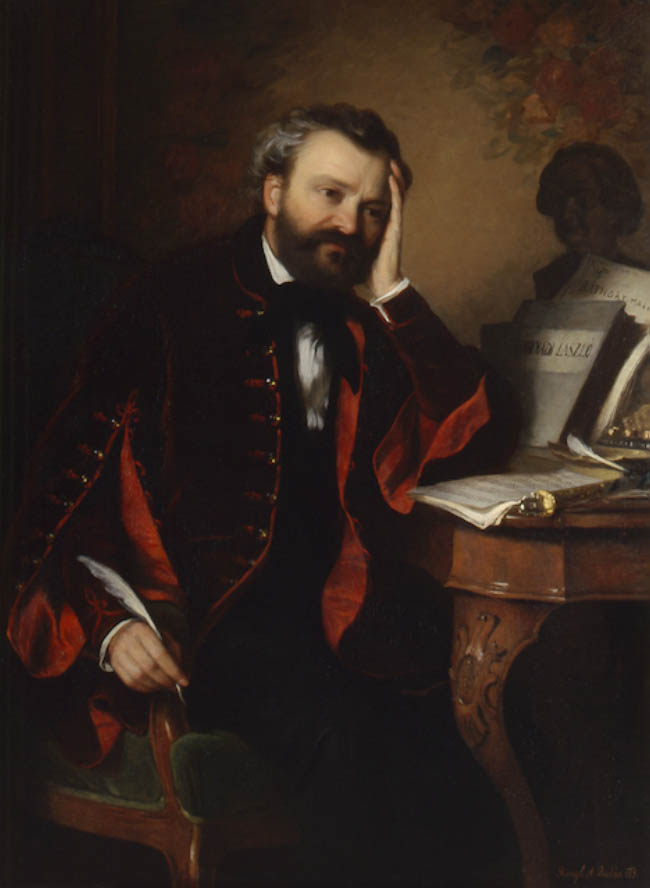
Erkel Ferenc (Györgyi Giergl Alajos festménye az 1850-es évekből)

1840 fordulópont a magyar opera- és kultúrtörténetben. Ebben az évben mutatták be Erkel Ferenc első operáját, amely az első európai színvonalú magyar opera, a bemutató színlapján szerepel először a Nemzeti Színház név a Pesti Magyar Színház megnevezés helyett. Ezzel megjelentek a nemzeti érzelmek a magyar operaszínpadon. A Bátori Mária csakúgy, mint Erkel összes többi operája, a magyar történelemből meríti témáját. A cselekmény Könyves Kálmán idején játszódik és bár valósághűsége vitatható, az mindenesetre tény, hogy a témának hosszú előélete van.
A librettót Egressy Béni írta, aki egy Dugonics András színműve alapján dolgozott, Dugonics műve pedig egy korábbi spanyol dráma magyarosításának az eredménye volt. Természetesen Erkel minden operáját a színházi gyakorlatnak és szükségleteknek megfelelően bővítette, vagy húzta. Az opera nyitánya a bemutató után készült el, ahogy néhány ária is. Az opera befejezése is megváltozott idővel, a második változat az elsőhöz képest tömörebb. A nyitány tökéletes szimfonikus egységbe foglalja a darab főbb zenei motívumait, az első jelentős magyar szimfonikus alkotás. Az első felvonás második képének leánykara olaszos, miközben a jelenet egy lengyeles táncdallammal ér véget. A második felvonás vadászkórusa weberi ihletésű, a felvonás 4. képének első része Meyerbeer formavilágát idézi. Megannyi külföldi szerző hatása, akiknek műveit a szerző jól ismerte, hiszen kiváló karmesterként végigvezényelte valamennyit; de ebből a tarka kavalkádból egy sajátosan magyar jellegű dalmű bontakozik ki. Ez elsősorban a verbunkos zenei alapszövetként való alkalmazásának köszönhető, valamint a magyar műdal hatásának. A darab egyáltalán nem egy kezdő zenész első kísérlete, sokkal inkább egy többféle stílusból mesterien szőtt remekmű, amely – az oroszt kivéve – megelőzi a kelet-európai nemzeti operatörekvések valamennyi darabját.
Erkel első dalműve mérföldkő volt a magyar opera történetében. Végre színpadra került egy olyan darab, amely, beváltva a hozzá fűzött reményeket, több évadon át színpadon maradt, és pár felújítást is megért. A bemutató után közönség és kritikusok egyaránt újabb dalműveket vártak a szerzőtől. A mestert azonban annyira lefoglalták egyéb teendői, hogy négy évnek kellett eltelnie, mire elkészült újabb darabjával. 1844-ben színre került a Hunyadi László minden addiginál elsöprőbb sikerrel.
Ebben a műben az idegen zenei hatások már annyira átlényegültek magyarrá a verbunkos és a népies műdal hatása alatt, hogy azok szinte nem is elemezhetőek. Erkel ekkor már ismerte Verdi operáit és az olasz mester hatása meg is mutatkozott a darab drámai erején. A zenei formák megnevezése természetesen olasz, és megmaradt az olaszos felépítés is, de már magyaros dallamvilággal. A nyitány a bemutatóhoz képest egy évvel később készült el: külön kis tragédiába foglalja a mű cselekményét, egyesek egyenesen az első magyar szimfonikus költeménynek nevezik, a programzene első magyar remekművének tekintik. Ahogy ugyanez a börtönjelenetet megelőző Hattyúdal-ról is elmondható. Ezenkívül Erkel az operát a későbbiekben még három áriával kibővítette, egy kettőst pedig kihúzott.
A Hunyadi László óriási sikere szinte azonnali folytatást kívánt volna, de Erkel következő önálló operája csak 1861-ben került színre. Ennek oka, hogy a mester rendkívüli szervezőkészségével és szakértelmével rengeteg feladatott vállalt magára: tevékenyen részt vett a magyar zenei intézmények felállításában és a saját művei mellett elvezényelt és bemutatott egy sor Donizetti, Bellini, Rossini, Meyerbeer, Verdi stb. operát is. az 1857-ben az Erzsébet című opera három felvonása közül Erkel a középsőt készítette el. Az elsőt Doppler Ferenc, míg a harmadikat annak fivére, Doppler Károly komponálta meg. Erkel felvonásának értékét a korabeli kritika elismerően méltatta, de ő ekkor már feltehetően a Bánk bán zenéjén dolgozott, vagyis erre a következtetésre juthatunk a partitúra alapos tanulmányozása után.

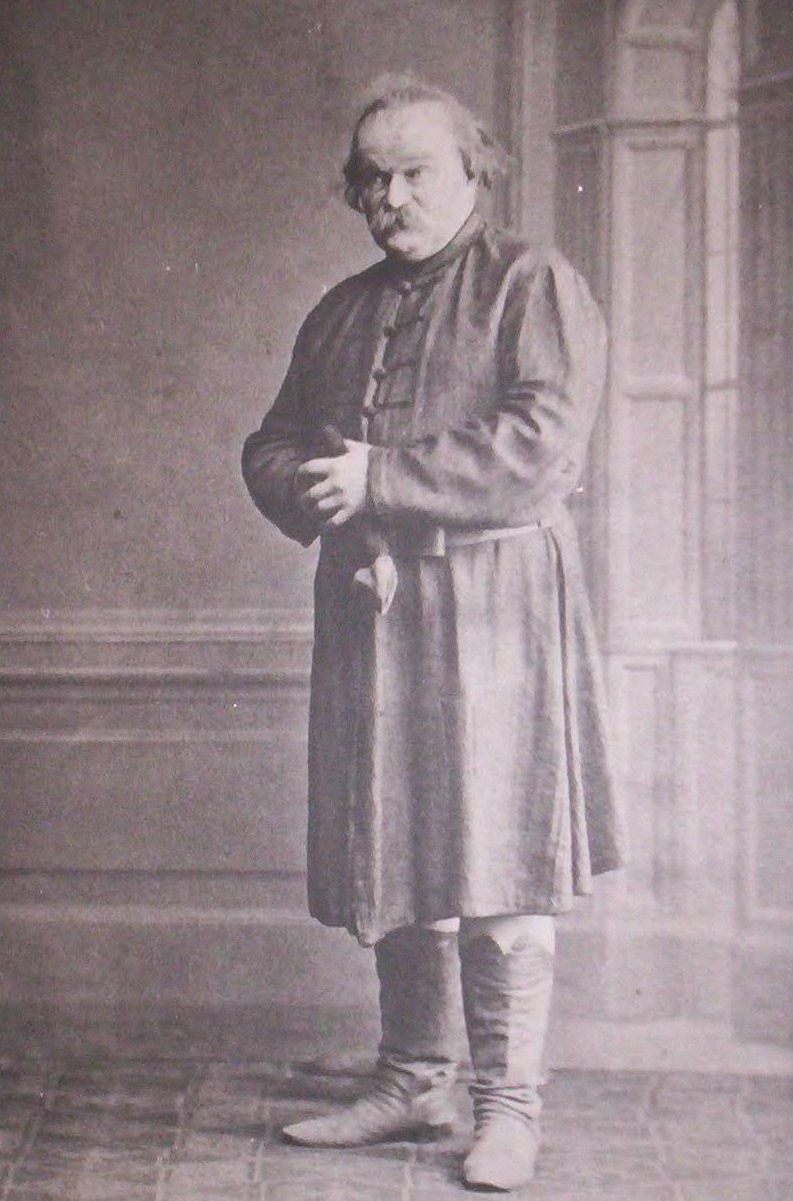
Kőszeghi Károly Tiborc szerepében a Bánk Bán ősbemutatóján

Az Erzsébet 1857-es premiere után még négy évet kellett várnia a közönségnek egy újabb, önálló Erkel opera bemutatójáig. A Bánk bán a szerző addigi művészetének csúcspontja és betetőzése. A mű a Hunyadi Lászlóban megkezdett utat folytatja. Az intrikus, negatív szereplők jellemzésére a korszak jól ismert zenei toposzait alkalmazza, Bánk első felvonásbeli románca francia mintát követ. Ám a verbunkos motívum szinte mindvégig jelen van és olykor annyira eluralkodik, hogy az idegen zenei motívumok teljesen felismerhetetlenek lesznek. A "Hazám, hazám" jellegzetes ritmusával és dallamvilágával már tipikusan magyar zene, Bánk és Melinda szerelmi kettőse a népies magyar műdal megdicsőülése az operaszínpadon. Az együttesek és az áriák túlnyomó többségében a szerző a patetikus, lassú verbunkos típust alkalmazta. A mű sikeréhez természetesen hozzájárult a nemzeti hangvétel is. 

### A vígoperai kísérlettől a zenedrámáig
Erkel ezután más vizekre evez, és az eddigiektől eltérő stílusban komponál. Mindjárt 1862-ben a vígopera műfajába tett egy kirándulást és megkomponálta Sarolta címen egyetlen vígoperáját. A darabért nem lelkesedett a közönség, a kritika szinte osztatlanul elismeri a zene értékeit, de csepüli a szövegkönyv banalitását, költőietlenségét, ami miatt Erkelnek nem sikerült igazi vígoperai hangulatot teremtenie. Az opera pár előadás után lekerül a színpadról, de ennek nem a sikertelenség az oka, hanem az hogy az opera címszereplője, a pótolhatatlan Hollósy Kornélia visszavonult, és további kulcsszerepek alakítói a romló politikai-gazdasági helyzet miatt külföldre szerződtek. A Szegedi Nemzeti Színház 1970-es évekbeli erősen húzott, átdolgozott szövegű felújítása több évadon át sikerrel ment.
1867-ben elkészült a Dózsa György. Ezzel az operával a szerző végleg szakított korábbi stílusával. A darabban a korabeli kritika Wagner hatását vélte felfedezni, de sokkal inkább a francia grand-opéra hatása érződik rajta: Erkel emlékeztető szinten vezérmotívumokat alkalmazott, és egyes dallamok aszimmetrikus felépítésűek, más dallamok a végtelenség érzetét keltik de ez nem csak Wagner sajátsága volt ebben az időben. A darab a zárt számokból áll, tagolva van. Ami igazán megkülönbözteti ezt az operát Erkel korábbi darabjaitól, az a zenekar kezelése és a mű harmóniavilága is újszerű. A kiegyezés légkörében azonban a Dózsa nem maradhatott hosszú életű. 
Újabb 7 év szünet következett, majd 1874-ben bemutatták a Brankovics Györgyöt. Ebben a darabban a Dózsa Györgyben megkezdett úton haladt tovább a szerző: a wagneri hatás itt nyilvánvalóbb, az emlékeztető motívum markánsabban jelenik meg, a zárt számok pedig beleolvadnak a nagy ívű zenei tömbökbe. A darabban megjelenő három nemzet zenei koloritját Erkel hitelesen ábrázolta. Újdonságnak számított a korábbiakhoz képest, hogy a librettó prózában íródott. Sokak szerint Erkelnek ez a legjobb operája, telivér zenedráma, de mivel a szövegkönyv szerbbarát és törökellenes volt, míg az aktuálpolitika éppen törökbarát és szerbellenes, ez a darab sem élt meg hosszú szériát, bár Gustav Mahler pesti operaházi igazgatósága alatt (még Erkel életében) felújította.

### Az utolsó operák
A közönség és a szakma is egy újabb zenedrámát várt Erkeltől, aki ehelyett 1880-ra elkészítette a Névtelen hősöket, amellyel a szabadságharc áldozatainak állított emléket. A szöveget Tóth Ede, a népszínmű műfajának egyik legtehetségesebb képviselője írta. A darab a verbunkos stílusú magyar dalra épülő opera betetőzése. A hangszerelés színes, a harmóniavilág gazdag, tele van remekbe szabott részletekkel. Egyes komikus jeleneteknél sikerült az, ami korábban a Sarolta gyengéje volt: Erkel itt képes volt remek vígoperai hangulatot teremteni. A közönség csalódott volt és langyos fogadtatásban részesítette a művet – az Operaház közönségének bázisát alkotó, anyagilag gyarapodó polgárság már részvényeinek vagdosásával volt elfoglalva, nem a szabadságharc emlékeivel.
A Névtelen hősök után már csak egy színpadi művet komponált a szerző. Ezúttal államalapítónk és első királyunk történetét dolgozta fel. Az István király az egyetlen Erkel opera, aminek ősbemutatóját már az újonnan megnyílt Magyar Királyi Operaházban tartották. Erkel öreg volt már, lekötötte rengeteg egyéb teendője, melynek következtében már előző operáiban is olykor besegítettek neki fiai. A munkát mindig Erkel irányította és tartotta a kezében. Ennek az operának a partitúrája már szinte teljes egészében Erkel Gyula keze munkája, amiből a zenetudomány azt a következtetést vonta le, hogy Erkel Ferenc ennek az operának csupán társszerzője. Az Erkel Ferenc kézírásában megmaradt vázlatok és a mű újabb előadásai bizonyították, hogy ez a következtetés elhamarkodott volt, a mű (talán a balettzene egyes részeinek kivételével) Erkel Ferenc műve, fia itt is nagyrészt csupán és részben hangszerelőként működhetett. A darab egységes, egy tömbből faragott zenedráma, szövegkönyve költői és kortalan, zenei kidolgozása, nyelvezete korszerű, dramaturgiája egységes: ez az opera nem viseli el, sőt megbosszulja a húzásokat. A darab közönségsikere még a Bánk bánét is felülmúlta, a bemutató évében tizenháromszor került színpadra.

## Erkel kortársai
A XIX. századi magyar zenetörténetben Goldmark Károly alkotott még jelentős operai életművet, de őt, bár élete végéig magyarnak vallotta magát, zenei kultúrája folytán inkább osztrák-magyarként kell kezelnünk. Művei, akárcsak Liszt operája illetve opera jellegű oratóriumai, darabjai, kívül estek a magyar zenetörténet-fejlődés vonalán. Ennek ellenére a következő fejezetben mégis meg fogunk róla emlékezni. Most azonban vegyük sorra azokat az alkotókat, akik Erkel mellett működtek, több-kevesebb sikerrel komponálva operáikat.

### Mosonyi Mihály

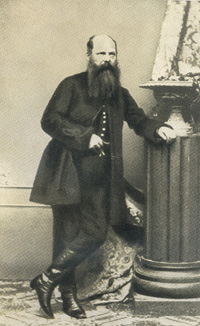
Mosonyi Mihály (1815–1870)

Egyetlen szerző jöhetett volna szóba Erkel igazi riválisaként a magyar operaszínpadokon: Mosonyi Mihály. Azonban annak ellenére, hogy Mosonyi kiváló zeneszerző volt, és a hangszeres és a vokális zene területén több úttörő jelentőségű művet is letett az asztalra, az opera műfajában tett próbálkozásait nem kísérte szerencse. Mindössze három dalművet komponált, a Kaiser Max auf der Martinswand c. operát, a Szép Ilonkát és az Álmost.
A Kaiser Max egy német legenda operai megjelenítése. A szövegkönyvet a történészek nem tartják szerencsésnek, mivel szerintük nélkülözi a drámaiságot, például a címszereplő egy teljes felvonáson át egyedül van a színpadon. Nem feladatunk erről ítéletet mondani, de az bizonyos, hogy Mosonyi (akkor még Michael Brand) első stíluskorszakának legszebb, legérettebb zenéje a Kaiser Max.
A Szép Ilonka esetében a mű legnagyobb gyengéje a librettó. Epikus mű után készült, és a librettóíró csak a cselekményt tette át színpadra, a szereplők jellemét nem. Mosonyinak azonban égetően szüksége volt egy szövegkönyvre, hogy bebizonyíthassa igazát, miszerint igazi magyar operát csak tisztán magyar elemekből lehet alkotni. Ezt nevezte ő új iránynak. Mosonyi a valódi magyar zenei nyelv megteremtésére törekedett, a verbunkos és a népies műdal felhasználásával. Hogy ennek a törekvésnek realitása volt, ennek bizonyítéka Erkel Sarolta c. operája, amely nem egyéb, mint válasz a Szép Ilonkára. Mindkét mű sorsát megpecsételte a főszereplőket alakító énekesek visszavonulása, illetve külföldre távozása. Az Álmos (1862) ősbemutatójára csak 1934-ben került sor. Mosonyi zenepolitikai kérdésben összetűzésbe került Erkellel és a Nemzeti Színházzal. A bemutatót pár évvel később többször tervbe vették, sőt, ki is tűzték, de végül is Dohnányi mutatta be. A zene fejlettebb mint a Szép Ilonka esetében, a zene már a librettó okán is sokszínűbb és fordulatosabb, hangszerelése színesebb.

### Doppler Ferenc
Jelentősebb sikereket tudhatott magáénak a magyar operaszínpadokon a lengyel származású Doppler Ferenc, aki tehetségével és igényes kompozícióival hamar meghódította a magyar közönséget. Műveinek némelyike megközelítette Erkel darabjainak a színvonalát. Ezt a magas előadásszámok is bizonyítják. Első operája az 1847-ben színpadra került Benyovszky Móric, avagy a kamcsatkai száműzött. A darabot kitörő lelkesedéssel fogadta közönség és a sajtó is. A bemutató után még 41 alkalommal vették elő. A mű hangszerelése színgazdag, a jellemábrázolás következetes. Doppler következő műve az 1849-es, Ilka avagy a huszártoborzó. Ez a darab is beváltotta a hozzá fűzött reményeket és nagy sikert aratott, végül is százon felüli előadásszámot ért meg. A következő évben a szerző máris új művel áll elő. A Vanda nem magyar dalmű, hanem lengyel nemzeti opera: török és lengyel környezetben játszódik, ezért ennek a két népnek a dallamvilágából építkezik. Ennek köszönhetően Lengyelországban is méltó sikert aratott. Ez lett a szerző külföldön legtöbbet játszott operája.
Két év múlva készült el a Két huszár, amely nem érte el a megelőző művek sikerét. Doppler Ferenc ezután még közreműködött a már említett Erzsébet című opera megírásában, majd, miután elfogadta a bécsi meghívást, elhagyta hazánkat. Testvére, Doppler Károly szintén egy ideig hazánkban működő zeneszerző volt, de tehetsége meg sem közelítette Ferencét, ezért itt nem foglalkozunk vele részletesen.

### Császár György, Thern Károly és Fáy Gusztáv
Császár György mindössze két darabbal lépett a közönség elé, de mindkét dalmű igen figyelemreméltó a maga nemében. 1848-ban mutatták be Kunok című operáját. Bár a korabeli kritika nem igazán foglalkozott vele (mindenki a szabadságharc híreivel volt elfoglalva) a mű rendkívüli sikert aratott. Összesen 107 alkalommal adták elő, majd a 20. század első éveiben ismét elővették, de ekkor már csak két előadást ért meg. Két évvel később mutatták be a szerző újabb darabját Morsinai Erzsébet címmel. A korabeli kritika magasztalta a művet, de pár előadás után lekerült a műsorról.
Kiemelhetjük még Thern Károly munkásságát, aki három operát komponált meg nagy felkészültséggel (Tihany ostroma, Gizul, Képzelt beteg), de ezek nem érnek fel az előbb tárgyalt szerzők műveivel. Jelentőségük inkább abban áll, hogy akkor biztosítottak a Nemzeti Színház számára új hazai zenés darabokat, amikor Erkel és Doppler éppen nem komponált. Ilyen szempontból említést érdemel Fáy András fia, Fáy Gusztáv is. A híres író fiával csínjával bántak korabeli kritikusok és tény, hogy nem volt tehetségtelen, de operái nem magyar darabok. Első színpadi műve Kamilla címmel került bemutatásra. A mű vadromantikus történetben szélsőségesen sok haláleset történik a hősnő körül és végül ő maga is gyilkol. A darab olaszos stílusban készült, nem volt túl nagy sikere. Harmadvonalbeli olasz operának hat a szerző Fiesco című műve is. Valamivel jobban sikerült a Cornaro Katalin, Ciprus királynője. Ezt a művet azonban szerzője nem tudta befejezni. Összességében elmondható, hogy Fáy tehetséges olasz kismester volt, de a magyar opera ügyét nem szolgálta.

## Goldmark Károly operái

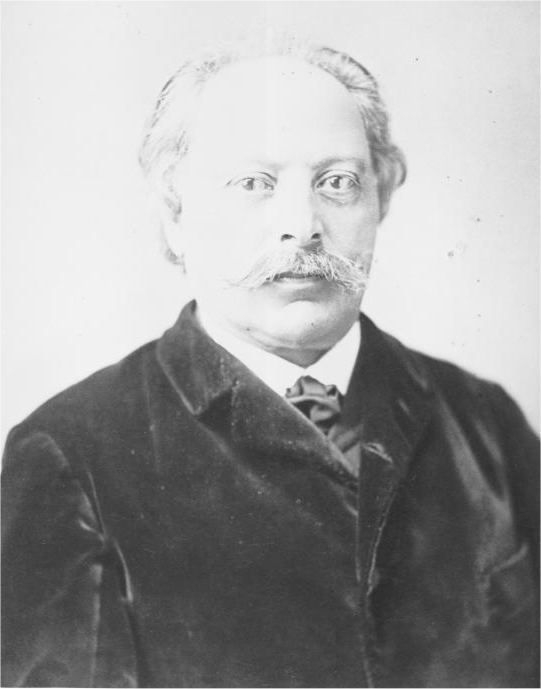
Goldmark Károly

### Sába királynője
Már első operájával nagy sikert aratott, annak ellenére, hogy a darab évekig porosodott a bécsi opera igazgatóságán, míg végül Goldmark Liszt közbenjárását kérte, aki elérte, hogy színre vigyék a művet. A Sába királynője óriási siker lett az 1875-ös bécsi premieren éppúgy, mint az egy évvel későbbi pesti bemutatón. Az opera 1877-ben Hamburg, 1878-ban Prága, 1880-ban Szentpétervár városában aratott óriási sikert, sőt 1885-ben New Yorkban is színre vitték a Metropolitan operában. Ez volt az első magyar vonatkozású darab, ami eljutott a tengerentúlra (a következő majd Hubay Jenő A cremonai hegedűse lesz), New York után Buenos Airesben is bemutatták. Goldmark operája tehát sikert sikerre halmozott.

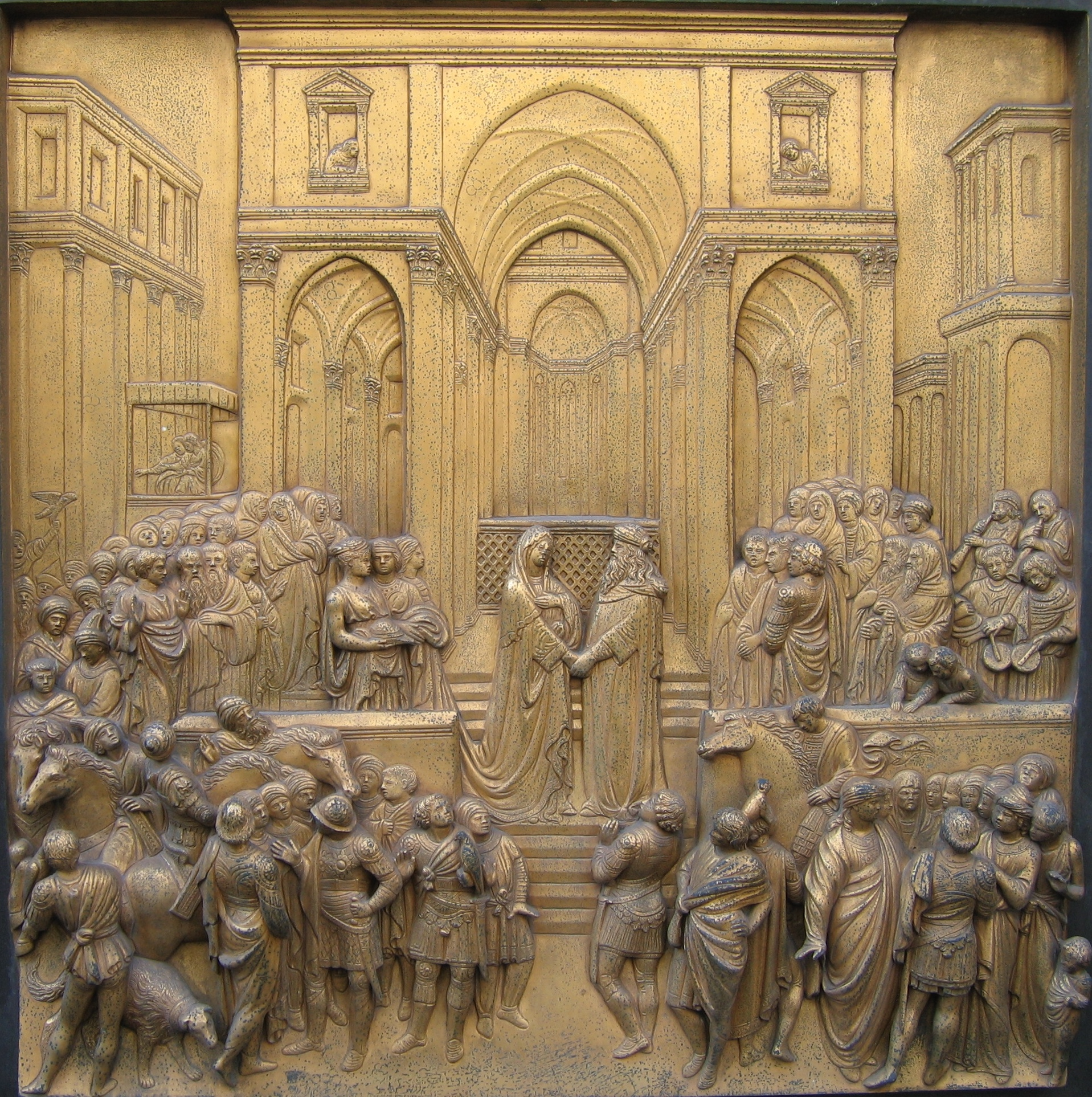
Sába királynője és Salamon király találkozása Lorenzo Ghiberti domborművén

A Sába királynője mutatós díszleteket, nagy létszámú kórust, tekintélyes balettkart igényel, ellenkező esetben az előadás vérszegénynek tűnik. Ennek köszönhető, hogy ma már ritkán kerül színpadra, pedig a kitűnő mű ma is sikert arat megfelelő énekesekkel és rendezővel. A darab zenéje romantikus, sok eklektikus vonással, keleti, egzotikus elemekkel, néhol egészen újszerű harmóniával. A szerző éppúgy merít Liszt, mint Gounod, Wagner vagy Verdi zenéjéből. Legnagyobb érdeme, hogy ezt a sok, egymástól annyira különböző hatást egységes egésszé tudja formálni. A mű hangszerelése teljesen egyedi, a zene nagyon hatásos, de olykor kicsit terjengős is. A művet a rendezők ezért sokszor rövidítve vitték színre. A hatalmas felvonulások és kórusjelenetek, a kiváló zenekari részek és a balett, a hatásosan és jól felépített áriák és együttesek azonban így sem vesztettek drámai sodrásukból.

### További dalművek
Goldmark még öt dalművet komponált, amelyek magyar színpadokon sikert arattak, külföldre is eljutottak, de már nem érték el a Sába királynője kirobbanó sikerét. Viszont mindegyik darabnak vannak érdemei. A Merlin esetében a szerző igen hatásosan ábrázolja a szövegben rejlő misztikumot és démoniságot. A zene erőtejes, a tündérjelenetekben lírai, a démonjeleneteiben rémisztő. Wagner hatására a szerző ekkor már a zenedráma felé mozdult el. A házi tücsökkel Goldmark eljutott a meseszerűig. A fantasztikus meseopera Lortzing hatását mutatja és a szerzőnek sikerült benne leépítenie korábbi hatalmas zenei tablóit, monumentális jeleneteit.
A hadifogolyban ismét Wagner hatása érvényesül, ugyanez mondható el a Götz von Berlichingen esetében is. A szövegkönyv Johann Wolfgang von Goethe fiatalkori drámájának túlzott leegyszerűsítése, a szövegkönyvíró elveszett a drámai jelenetek rengetegében. Goldmark minden tőle telhetőt megtett: elvetette a zárt formákat, de nem alkalmazta a wagneri énekbeszédet sem. A zenekar fontos szerepet kapott, mindenhol jelen van és mindent aláfest, kifejez, így a szerzőnek olykor sikerül hatásos drámai sodrást teremtenie.
Goldmark utolsó operája a Téli rege. A mű szerencsésen ötvözi A házi tücsök líraiságát a korábbi művek drámai sodrásával. Az öreg mester fiatalos könnyedséggel dalol a szerelemről. Perdita alakjában kitűnően valósította meg azt a fajta őszinte érzelmességet, amit korábbi műveiben is csak ritkán tudott közvetíteni.

## A magyar opera Erkel után

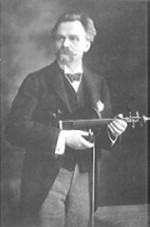
Hubay Jenő és Stradivariusa

Erkel Ferenc után egészen Bartók Béláig nem igazán akad európai színvonalú magyar operakomponista. Mihalovich Ödön a wagnerianus vonalat képviselte. Operái közül egyetlen mű képviseli a magyar tematikát, a Toldi szerelme,amely viszont az Erkel és Bartók közti magyar operastílus egyik legjelentősebb darabja .
Hubay Jenő kiváló hegedűművész első műve e műfajban az Alienor Massenet líráját wagneri elvekkel ötvözi. A Falu rosszában a népszínművet szerette volna operai magaslatokba emelni, az operát Bécsben is bemutatták és hosszú ideig műsoron is maradt.
Hubay legsikeresebb operája A cremonai hegedűs volt. A mű a nemzetközi operastílust képviseli, Pesten 141-szer adták, egész Európában sikerrel játszották, és az első magyar opera, amely Amerikába eljutott. Jóval későbbi, 1923-ban bemutatott darab a Karenina Anna. Ezzel Hubaynak sikerült megismételnie a Cremonai hegedűs sikerét. Érződik rajta Puccini hatása, a zene drámai sodrása olykor magával ragadó. A mű szerte Európában színre került.

## A 20. század újításai
A 20. században a magyar szerzők műveiben is megjelentek a nyugati zene új kezdeményezései, igaz, olykor eléggé megkésve. Az Arnold Schönberg, Alban Berg és Anton Webern nevével fémjelzett, úgynevezett bécsi iskola hamar éreztette a hatását. Megjelenik a dodekafónia, a tizenkétfokúság. Ugyanakkor a régi stílusjegyek is tovább élnek, keverednek az újjal. A tonális zenébe gyakran szőttek a szerzők dodekafon dallamokat. Megjelenik a teljes hangnemnélküliség is (atonalitás), illetve a politonalitás, az egyszerre több hangnem alkalmazása. Egy ideig képviselteti magát a neoromantikus iskola is és a század első felétől Kodálynak köszönhetően az eredeti magyar népdal is felcsendül az operaház színpadán.

## Bartók Béla és Kodály Zoltán

### A kékszakállú herceg vára
A magyar operatörténet Erkel utáni nagy fordulópontja Bartók Béla és Kodály Zoltán fellépése volt. Bartók egyetlen operája, A kékszakállú herceg vára 1911-ben készült el, a Lipótvárosi Kaszinó új magyar opera megírására hirdetett pályázatán, mindössze néhány hét alatt. A bemutatóra azonban csak jóval később, 1918-ban került sor.

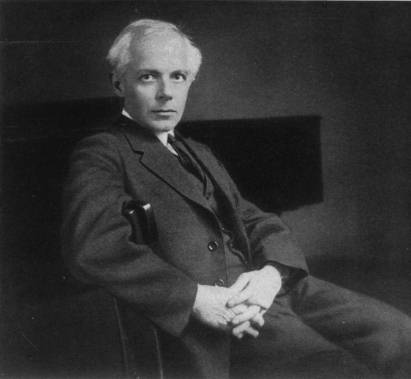
Bartók 1927-ben

Az egyfelvonásos opera cselekménye kizárólag lelki síkon játszódik. A szövegkönyvet Balázs Béla írta, a Nobel-díjas belga drámaíró Maeterlinck szimbolista színműve után. A darabban végre megvalósul a tökéletes magyar énekbeszéd, a zene pontosan követi a magyar nyelv prozódiáját. Az alaphangulatot egy, az egész művön végig húzódó adagio adja meg. A zene tökéletesen festi alá lélekelemző cselekményt, az ajtók feltárulásakor nagyon hatásosan érezteti, hogy Juditnak nem szabadna a férfi lelkének ilyen mélységeibe belelátni. Ahogy asszony egyre messzebbre megy, egyre követelődzőbb lesz, úgy a zene feszültsége is egyre tovább fokozódik. Bartók francia impresszionista és német expresszionista elemeket egyesített dalművében, de merített a magyar népdalok dallamkincséből is, de nem úgy, mint Kodály, aki közvetlenül idézte őket. A Kékszakállú herceg vára jó példa arra, hogy viszonylag igénytelen (kétszereplős, egyfelvonásos, kevésbé mozgalmas) librettóra is készíthető egy kitűnő opera.

### A magyar népdal az operaszínpadon

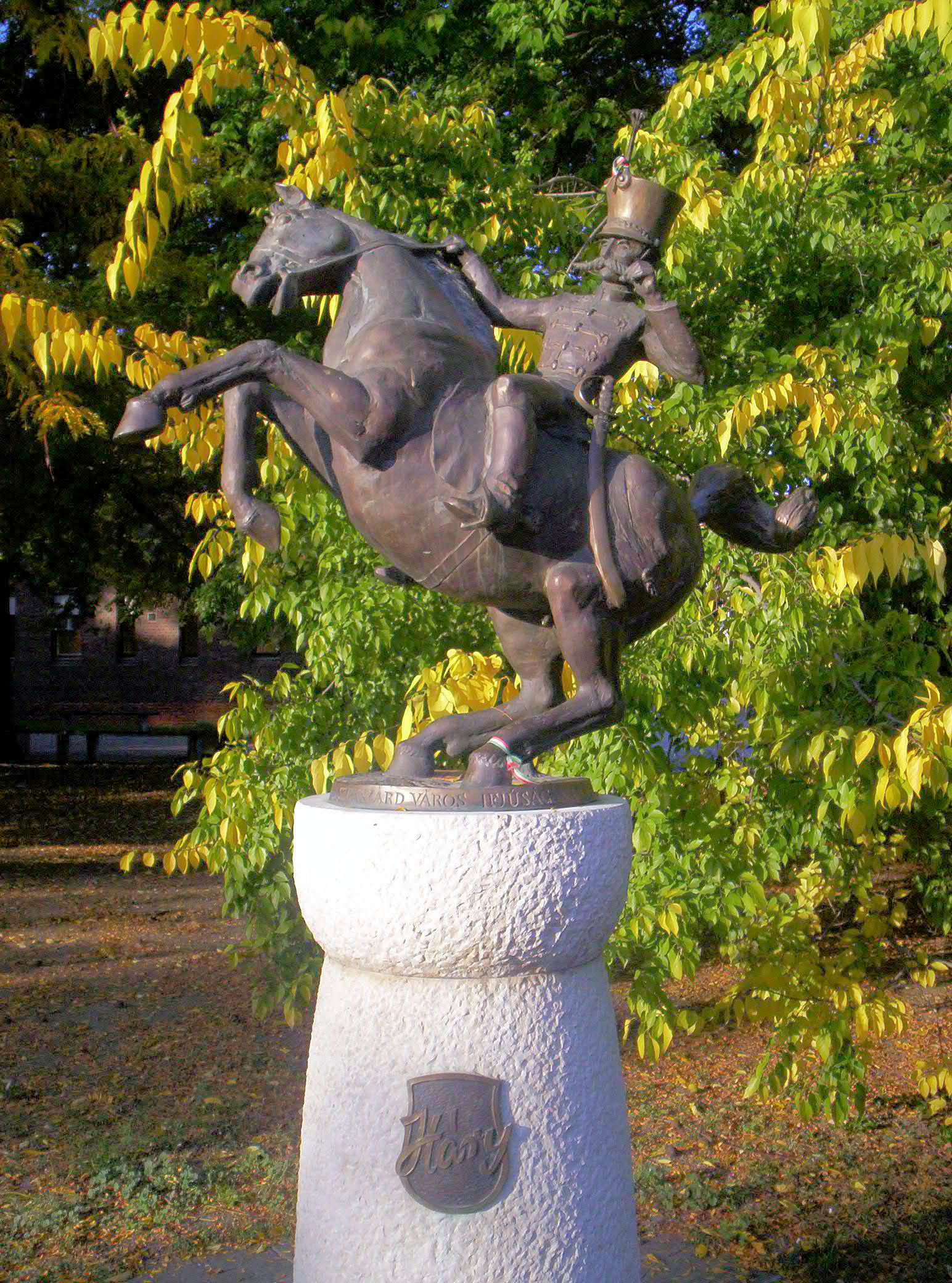
Háry János-szobor Szekszárdon. Farkas Pál alkotása (1992)

Kodály Zoltán első dalműve, a Háry János 1926-ban került bemutatásra. A szerző nagymértékben támaszkodik a magyar népdalokra, a verbunkosra, de szerepelnek a műben önálló zenekari részek is. A librettó Paulini Béla és Harsányi Zsolt műve, már önmagában is kis remekmű. A daljáték eredetileg öt kalandból állt, de Kodály később elhagyta a világvége jelenetet és a balettet, de írt egy nagyszabású nyitányt és néhány zeneszámot is utólag komponált meg. A verbunkos jellegű intermezzót kivéve, a mű minden dallama népi eredetű. A közzene témáját Kodály egy 1802-ben megjelent zongoraiskolából vette és kiváló, korabeli hangulatot árasztó muzsikát alkotott belőle. A többi zenekari részlet (a harangjáték, a Napóleon elleni csata zenéje) is mesterien hangszerelt, kiváló betét. Kodály, a kórusművek mestere nagy szerepet adott a kórusnak: a kórusművek szinte minden típusa megszólal a műben. A népdalokat találóan válogatta össze, azok nagyon jól jellemzik a szereplőket. A daljáték találóan nem úgy ábrázolta korabeli Bécset, amilyen volt, hanem amilyennek egy magyar paraszt láthatta.
A szerző következő dalműve a Székely fonó. Kodály úgy gondolta, hogy az egyes népdalokat természetes közegükben, szerves egységükben kell megmutatni, mert máskülönben érthetetlenek. Ennek az elgondolásnak lett az eredménye a Székely fonó népdalfüzére. Kodály mesterien fűzte össze az általa gyűjtött dalokat, balladákat, táncokat, népi játékokat. Még kötőszövegként is népdalokat használt A cselekmény minimális, az egész darab egy hatalmas népi életkép.
A szerző harmadik színpadi műve a Czinka Panna balladája címet viseli. A szövegkönyvet az a Balázs Béla írta, aki a Bartók operalibrettóját is készítette. Ezúttal azonban mellényúlt: műve nem alkalmas operaszövegnek. Nem balladát írt, hanem történelmietlen fantáziát, ami a második előadás után megbukott, annak ellenére, hogy Kodály zenéje közérthető és átgondolt. A bukás a keményedő politikai helyzetnek is betudható, közvetlenül a bemutató előtt Balázs Béla kegyvesztett lett az erősödő személyi kultusz kultúrguruinál.

## A posztromantikusok

### Dohnányi Ernő

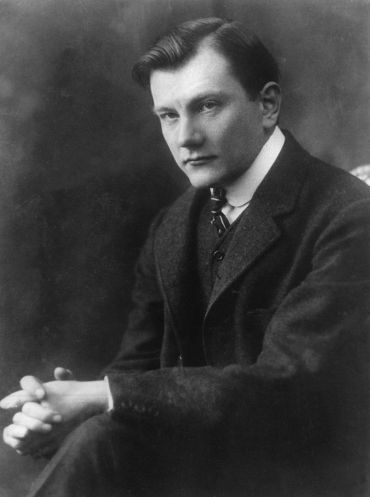
A fiatal Dohnányi

A posztromantika legnagyobb hazai képviselője Dohnányi Ernő volt. Tulajdonképpen ugyanaz mondható el róla, mint Goldmark Károlyról: munkássága kívül esik a magyar opera fejlődéstörténetén. De mivel egy világhírnévre szert tett magyar zeneszerzőről van szó, aki Amerikában hunyt el, a magyar opera történetében nem szokták megkerülni.
Első színpadi művét 1913-ban Drezdában mutatták be. A Simona néni egyfelvonásos vígopera, a magyar bemutató a debreceni Csokonai színházban zajlott le. A zene szellemes és könnyed, játékosan megkomponált. Dohnányi egyaránt merített Mozart, Wolf-Ferrari és Richard Strauss műveiből, ezért egy kissé eklektikust hatást ért el. A magyarországi bemutató azonban már megkésett. A mű hazánkban nem aratott sikert.
A vajda tornya címmel 1922-ben mutatták be. A történet alapja egy albán népballada, aminek magyar megfelelője a Kőmíves Kelemen. Dohnányi nemzetközi balladai hangon írta meg a művet. A késő romantika stíluselemeit alkalmazva sötét, borongós zenét alkotott, amelyen olykor Wagner hatása is érződik. A darabot 1937-ben ismét elővették, ekkor Lányi Viktor átírta a darabot, Dohnányi pedig magyar zenei motívumokat szőtt művébe, de ezek annyira erőltetnek sikerültek, hogy inkább ártottak, mint használtak a műnek.
Hét évvel később került színre a szerző A tenor című vígoperája. A darab színes hangszereléssel, nagy formai elgondolással, pompás humorral és iróniával készült. A részletek nagy hozzáértéssel lettek kidolgozva, jellemző a német romantikus zene stílusjegyeinek használata. Mivel a darab nem volt magyar sem a cselekmény, sem a zene tekintetében, ezért nem is maradt sokáig műsoron ez a kiváló mű, a szerző legjobb operája.

### Poldini Ede és Kenessey Jenő
A posztromantika másik jeles képviselője Poldini Ede volt, aki elsősorban zongoradarabokat írt, Liszt romantikus stílusában. Két említésre méltó dalművet komponált: a Csavargó és királylányt és a Farsangi lakodalmat.
A Csavargó és királylány a szerző első dalműve volt. Az egyfelvonásos darab remek és szellemes kisopera. A szerző a francia vígopera zenei eszköztárából is merített, de nagyrészt a olyan német kismesterek gyakoroltak rá hatást, mint Engelbert Humperdinck. A Csavargó és királylány kellemes német meseopera. Nem ez a jellemző a Farsangi lakodalomra. Az 1924-es bemutató úgy vonult be a magyar zenetörténetbe, mint a magyar vígopera születésének a napja. A darab zenéjének alapszövete a magyar verbunkos muzsika, remekül alkalmazkodva a magyar nyelv jellegéhez. A szereplők egyéniségét a szerző bőven áradó dallamíveivel jellemzi nagyon hatásosan. A hangszerelés is a szerző felkészültségét mutatja. Jelentős szerepet juttat a cimbalomnak és a szólóhegedűnek. Poldini további operái (Selyemháló, Himfy, Balatoni rege) már kevésbé sikerültek.
Neoromantikus, verista hatásokat tükröz, némi impresszionista beütéssel Kenessey Jenő egyfelvonásos darabja Az arany meg az asszony is. A zene igen jól átgondolt és felépített, lényegében a szonátaformát követi. A zárt számok szigorúan a drámai kifejezést szolgálják. Zenedrámájában a szerző az énekszólamokat juttatta vezető szerephez. A szereplőket könnyen felismerhető motívumok jellemzik.

## A magyar vígopera további sorsa

### Farkas Ferenc
Poldini Ede után a magyar vígopera két legjelentősebb képviselője Farkas Ferenc és Ránki György volt, meglehet, mindkét szerzőnek vannak komolyabb tárgyú dalművei is.
Farkas Ferenc első operája az 1942-ben bemutatott A bűvös szekrény, az Ezeregy éjszaka egyik meséjét dolgozta fel. A szerző az opera buffa hagyományainak az egyik legkitűnőbb folytatója. A zene könnyed, érzékelteti a keleti környezetet és ironizáló légkört teremt. Érdekessége a tempók hirtelen fellépő, erős hullámzása. A hangszerelés világos és ötletes, a dallamok könnyen megjegyezhetőek, eleven humorúak. Farkas Ferenc ezzel a művel Poldini után lerakta a modern, európai színvonalú magyar vígopera alapjait. A Bűvös szekrény színre került Kolozsvárott és több német városban is.
Következő operája a Csínom Palkó operettszerű lett, a szerző meg akart maradni a műfaj könnyed hangvételénél annak ellenére, hogy az operaház "valódi” operát várt tőle. Végül Farkas végrehajtotta a kért dramaturgiai átdolgozásokat, de 1960-ban és 1970-ben a Szegedi Szabadtéri Játékokon a szerző eredeti, operettszerű változatát játszották. A könnyed, fülbemászó dallamokból építkező mű nemzetközi sikerdarab lett.
A Vidrócki azonban már kevésbé sikeres mű. A történet balladaszerű, a szerző egyszerre többféle hangvételt is váltogat a darabban, de ezeket nem tudta összeszerkeszteni egységes egésszé. A kiindulási anyag a Vidrócki ballada, ehhez kapcsolódik a többi folklorisztikus motívum. Farkas a ballada-opera komorsága és a daljáték könnyedsége között ingadozott. Az Egy úr Velencéből már sikerültebb darab. Neoklasszicista beütésű, olasz ihletettségű részletekkel és népzenei elemekkel. A játék-operát a commedia dell’arte figurák foglalják keretbe. Az idős szerző kellő iróniával ábrázolja a kiöregedő Casanova-típusú főhőst.

### Ránki György

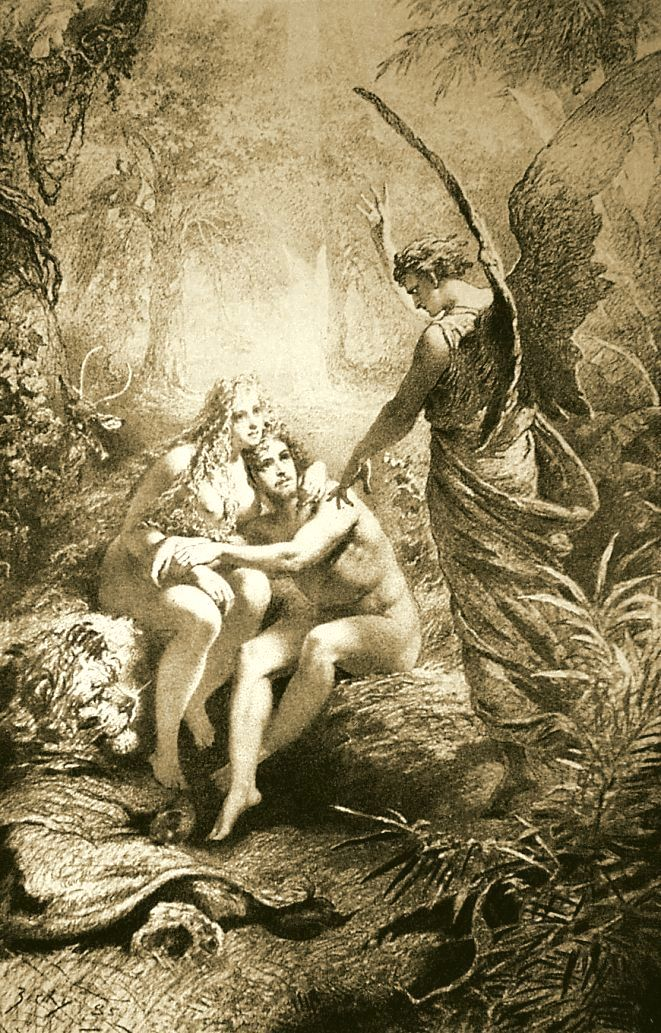
Zichy Mihály illusztrációja Az ember tragédiájához

Farkas Ferenc mellett csak Ránki György tudta képviselni az európai színvonalú magyar vígoperát. Három operája közül a legismertebb, máig műsoron tartott, a Pomádé király új ruhája. A szerző a magyar népdal világából indult ki művében, a színes hangszereléssel, a sodró lendületű, csipkelődő, szatirikus hangvétellel igazi vígoperai hangulatot teremtett. A darab legsikerültebb részei a groteszk, ironikus légkört árasztó jelenetek, de idilli képekkel is találkozhatunk a műben. Ránki másik remekbe szabott vígoperája a Holdbéli Csónakos, Weöres Sándor mesedrámájának a megzenésítése. A szerző a hangszereléssel pompás effektusokat produkált, a zenei megformáltság kissé töredezett, de az egész mű alapjában véve könnyen befogadható, kellemes darab.
Ránki főművének azonban Az ember tragédiájából komponált operáját tekintik a kritikusok, és bár ez a darab nem vígopera, mégis itt foglalkozunk vele, hogy ne kelljen máshol külön visszatérni a szerzőre. Madách eredetileg is több helyen igényelt zenét művében, ezért már Ránki előtt is sokan írtak kísérőzenét a darabhoz. Ránki arra törekedett, hogy a zene a szöveget és a látványt szolgálja. Egységes formarendszerrel tükrözi az eredeti darab alapstruktúráját. Az egyes képek közzenék kötik össze, amelyeket azokból a motívumokból épített fel a szerző, amelyek átvezettek az egyik történelmi korszakból a másikba. Ezzel a folyamatosságot teremtette meg az egyes történelmi korok között, illetve a változás folyamatát ábrázolta. A visszatérő gondolatokat a zene visszatérő motívumokkal jelzi. Ránki György zenéje méltó párja Madách monumentális művének.

## „Avantgárd” újítók

### Petrovics Emil
Az opera műfaja mindenhol konzervatív műfajnak számított, ezért a dalszínházak nem szerették az újításokat. Budapesten ez halmozottan igaz volt. Ennek köszönhető, hogy a modern opera első remekei (Claude Debussy Pelléas és Mélisande, Alban Berg Wozzeck stb.) csak igen megkésve kerültek színpadra. Richard Strauss és Puccini műveit azonban igen hamar színpadra vitték Pesten, úgyhogy a műfaj hazai megújítására ők nyújtottak elsősorban példát az itthoni szerzőknek.
Így volt ez Petrovics Emil esetében is, aki első, 1962-ben bemutatott egyfelvonásosában a C’est la guerre-ben Puccini művészetéből indult ki. Konkrétan kimutatható, hogy az olasz mester kései, egyfelvonásos remekműve, A köpeny volt az első számú minta. A mű egész szerkesztésmódja, a szélesen kibomló melódiaívek, a nyitó téma és annak visszatérései mind-mind Puccinire utalnak. De Petrovics nem volt Puccini epigon. Nemcsak felhasználta a nagy olasz mester eredményeit, tovább is fejlesztette őket. Alkalmazta a dodekafóniát és teljesen egyénien oldotta meg a szereplők zenei jellemzését, a különböző szituációk reflektorszerű jellemzését. Ebből a szempontból a C’est la guerre egy igen eredeti s a magyar viszonyok között avantgárdnak számító alkotása.
Petrovics következő műve a Lüszisztraté című, egyfelvonásos vígopera. A szövegkönyvet a kiváló klasszikafilológus Devecseri Gábor írta Arisztophanész vígjátéka nyomán. A darab érdekes műfaji újítás. Szólót csak a címszereplő és a két karvezető énekel. A zene mindvégig táncos karakterű, az énekkar teljesen újszerű módon koreografikus mozgást végez, a cselekmény formálásában jelentős szerep jut a balettnek.
1969-ben került színre a szerző teljes estét betöltő harmadik operája a Bűn és bűnhődés. Az opera fő vonala a főszereplő, Raszkolnyikov érzelmei és drámája. A zenei jellemzés valódi karaktereket valósít meg és stilizálja őket. Az áriák, az együttesek alig adnak helyet a recitativóknak, az opera sajátos módon kezeli az idő múlásának problémáját. A szereplőket zeneileg igen világosan jellemezte Petrovics: Razumihin motívuma a jóbarát becsületességét és puhaságát érzékelteti, még a doktoré enyhe iróniát sugall. Raszkolnyikov jellemképe folyamatos váltásokból bontakozik ki, meditációi is különböző jellegűek. A kórus szerepe többféle: olykor kritikát fogalmaz meg, máskor a szerző gondolatait közli. A közzene igen fontos szerepet kapott: a korábbi jelenetek hangulatát visszhangozzák, előrevetítik a következő esemény légkörét. A szerző ebben az esetben is a dodekafon szerkesztés módot alkalmazta. Érdekesség, hogy a főhős gondolatait előre felvett magnetofon hang közvetíti. A Bűn és bűnhődés igazi remekmű és megérdemelne egy felújítást vagy legalább egy CD-kiadást.

### Balassa Sándor, Bozay Attila, Ligeti György és Eötvös Péter
Jelentős újító volt Balassa Sándor is, még akkor is, ha műveit kevésbé fogadták tetszéssel. Az ajtón kívül történelmi, szociális tragédia, háborúellenes darab. A témát a szerző groteszk, ironikus, racionális megközelítéssel dolgozta fel, olyan zenei nyelvet alakított ki, amely annyira egyedi volt, hogy el is szigetelődött. Pedig Az ajtón kívül remek darab. A lebegés és víz zenéje, a Halál figurájának a jellemzése mind-mind mesterien megoldott zenei részlet.
Bozay Attila operája, a Csongor és Tünde sem aratott túl nagy sikert. Vörösmarty drámája nem operatéma, de a szerző húzásokkal, tömörítésekkel, a szöveg átformálásával kitűnő librettót kerekített a műből. A komponálás során teljesen egyedi technikát dolgozott ki: egy 9 hangú készletet használt, ami egy 4 és egy 5 hangú alapból tevődik össze. Így sikerült egy kevésbé merev rendszert létrehoznia a tizenkétfokúságot megkerülve. Tündét fuvola, Csongort kürt és cselló hangja jellemzi. A szerző visszatérő motívumokat és fordított dallamokat sűrűn alkalmazott a művében.
Végül említsük meg az operairodalom egyik legformabontóbb darabját, Ligeti György 1978-ban bemutatott Le grand macabre című alkotását. A mű a középkori misztériumjátékok és haláltáncok hagyományait idézi fel. A cselekmény egy logika nélküli groteszk jelenetsor, az apokalipszis és vásári komédia keveredik benne. A szerző hagyományos és avantgárd zenei elemeket kombinált, a banalitás esztétikummá emelésével közelít a pop-arthoz. A barokk, a klasszikus és a romantikus zenei idézeteket rikító hangszereléssel idegeníti el. Egy Schubert dallam cselesztán, egy Monteverdire emlékeztető toccata pedig autódudákon szólal meg.
Eötvös Péter Három nővére Ligeti darabja mellett határainkon túl a legjobban ismert kortárs magyar opera. A darab hangvétele kifejezetten modern, ritmikailag igen nehéz. Érdekessége, hogy az ősbemutatón a női szerepeket is férfiak énekelték.

## Szokolay Sándor operái
Ha van magyar zenetörténetben még egy olyan nagy kaliberű operaszerző, mint Erkel Ferenc, akkor az Szokolay Sándor. Az operáról vallott nézetei szerint a műfaj legfontosabb eleme még a modern darabok esetében is a dallam. Művészetére Bartók, Honegger és Sztravinszkij gyakorolt nagy hatást.
Első operája, a Vérnász 1964-ben került bemutatásra és rögtön zajos sikert is aratott. A darab nem sokkal az ősbemutató után európai diadalútra indult. Az mű magán viseli a bécsi iskola hatását. A halál közelségét jelző jelenetekben a tizenkétfokúság, az atonalitás lép előtérbe. A zárt számokat a szerző burkoltan építette bele az egységes egészet alkotó zenei szövetbe. Szokolay gondosan ügyelt rá, hogy a dráma sodrása ne ragadtassa túlzásokra. A három felvonás közül csak egy végződik egy zenei szempontból elementáris csúcsponttal és a két főhős küzdelmét is csak egy összekötő zene érzékelteti. A kettős gyilkosság megtörténtét a zárt függöny mögött felhangzó kórus jelzi. Spanyol fordulatokat nem tartalmaz a zene, de egy helyen egy spanyol népdalt idéz, amit maga az opera drámaírója, Federico García Lorca gyűjtött.

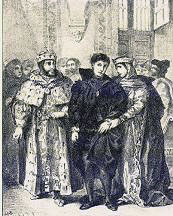
Jelenet a Hamletből Eugène Delacroix alkotása 1834).

Következő operájában megint egy világirodalmi klasszikushoz nyúlt a szerző. A Hamlet szövegét is Szokolay állította össze, akárcsak korábbi operája szövegkönyvét (a Vérnász esetében Illyés Gyula, a Hamlet esetében Arany János fordítását használta). A zene alapvetően különbözik a szerző első operájának zenéjétől. Maga Szokolay mondta, hogy a Hamlettel egy új stílus útjára készült lépni. A dodekafon stílust teljesen szabadon alkalmazta és Bartók, valamint Sztravinszkij stílusával ötvözte. A dráma összefüggéseinek aláhúzására a zeneszerző egyfajta vezérmotívumos technikát alkalmazott. Az énekszólam és a zenekar egyforma súllyal áll a zenei kifejezés súlyában, kivételt csak a címszereplő monológjai jelentenek, ahol egyértelműen az énekhangé az elsőbbség. A zenekari hangzás akkor lép előtérbe, amikor a Hamlet személyi körüli intrikát ábrázolja a szöveg. A közjátékoknak önálló szerepük van: azt mondják el, amit a szereplők nem mondhatnak el vagy ami a történet hátterében zajlik. A kórusnak összetett szerepe van, a hangszerelés nagyon letisztult és áttetsző, sok helyen szinte kamarazenei.
A szabad tizenkétfokúság Szokolay következő operájára, a Sámsonra is jellemző. Ezúttal a kortárs Németh László darabját zenésítette meg a szerző. A Sámson operaváltozatában is egy erősen gondolati dráma. A zenei folyamatok jórészt monológokban és párbeszédekben bontakoznak ki. A kórus elvont feladatott kapott, aktív szereplővé csak a zárójelenetben válik. Korábbi darabjait is kétségbevonhatatlan színpadi érzék jellemezte, ez ebben a műben is megmutatkozik, akárcsak Bartók és Sztravinszkij hatása. Az énekesek mindvégig dallamosan kidolgozott szólamokkal tudják bizonyítani tudásukat.
A Sámson után 1987-ben került bemutatásra az Ecce homo, amely a görög regényíró, Nikosz Kazantzakisz Akiknek meg kell halnia című regényét dolgozta fel. Az opera minden szereplőjének külön felismerhető hangja van, amely zeneileg kitűnően jellemzi a megszólalót. A két zenekari előjáték és a hat közjáték ebben az esetben is önálló funkciót kap, mint korábban a Hamletnél. A darab passió jellegű, míg a zeneszerző következő darabja, a Margit, a hazának szánt áldozat a misztérium-opera jellegzetességeit mutatja. A szöveget ezúttal Nemeskürty István, a régi magyarországi irodalom egyik kiváló kutatója készítette a régi Margit-legenda alapján. Szokolay ezidáig utolsó színpadra vitt operája az 1999-ben színre került Szávitri. Egzotikus témát dolgoz fel, a szövegkönyv Illés Endre kisregénye nyomán készült. A zeneszerző mesterien teremti meg benne az egzotikus, keleti atmoszférát.

## Vajda János
A szerző eddig négy operát írt, ezt aligha nevezhetnénk termékeny életműnek, de tény és való, hogy ez a négy darab remekmű a maga nemében. Tematikájukat tekintve nem mutatnak sok hasonlóságot, de a valamennyiben azt kutatja Vajda, hogy megélhető-e a valódi élet. Meddig tart az öncsalás, mi az igazság? Filozofikus látásmódú szerzővel van tehát dolgunk. De a filozófiai kérdéseket élvezhető, dramaturgiailag jól felépített operákban tárgyalja.
Első operája a Barrabás című tv-opera volt, amely Karinthy Frigyes azonos című novellája alapján készült. A mű az 1970-es évek lírizált, modern zenei nyelvét beszélte. Vajda János első, színpadra vitt operája a Mario és a varázsló. Különös operatéma, ha meggondoljuk, hogy Thomas Mann novellája gyakorlatilag egyetlenegy szólamból, a bűvész Cipolla monológjából áll. A librettó alig tér el az eredeti darabtól, a párbeszédek nagy részét híven megőrzi az eredeti formában. Az események az első perctől kezdve Márió lövését készítik elő. Az egyetlen igazi szereplő Cipolla, ő énekli végig az operát. A többi szereplő csak egy-két mondatott énekel, egyébként csak a bűvész mutatványainak a közönségét alkotják. Zeneileg egy folyamatos fokozás, egyetlen hatalmas crescendo a mű. Az opera a végső ponton, a lövés eldördülése után vesz más irányt, mint az eredeti történet. Ugyanis Vajda verziójában nem jelennek meg a csendőrök, hanem a tánc folytatódik tovább. A zene atonális, és a Barrabáshoz képest hagyományosabb hangzásvilágú, de sok tekintetben modernnek hat. A zene egészére Mahler, Puccini és Debussy stílusának a hatása jellemző, a kórus hangvétele a műfaj régebbi köznyelvét idézi. A darab könnyen befogadható, mégis mély filozófiai kérdéseket taglal. A dallamvilág harsánysága olykor cirkuszi zenébe hajlik át.
Az 1999-ben színre vitt Leonce és Léna tele van tűzdelve szórakoztató zenei elemekkel, stílusparódiákkal. Ezt a megoldást elsősorban a dramaturgia diktálja: mai, sokszor torz és sivár világunkban a régi korok zenéi már csak töredékes emlékekként vannak jelen. Vajda ezidáig utolsó operáját 2006 májusában mutatta be a budapesti operaház. Ezúttal a magyar irodalom egyik klasszikusát zenésítette meg: Csokonai Vitéz Mihály Az özvegy Karnyóné című vígjátékát. Az opera könnyed, vidám zenéje, a szórakoztató történet szép sikert aratott. A szerző a Karnyónéban is stílusokkal játszott. De ezúttal a népzene és a népies műzene dallamkincséből merített. Az opera ennek következtében jellegzetesen magyar tónust kapott, ami illik a kisvárosi cselekményhez. Az ironikus légkör a végsőkig fokozódik, amikor Karnyóné öngyilkossági kísérlete előtt énekelt búcsúja Dido híres búcsú áriáját idézi Purcell operájából. A történet egy hazug világot tár a nézők elé, amiben mindenki önző és haszonleső. Az egyetlen őszinte szereplő Samu, a címszereplő félnótás fia.
Zárásként említsük meg, hogy a budapesti operaház 2009. decemberében vitte színpadra Sári József Napfogyatkozás című darabját. Az operát eredetileg Németországban mutatták be. A német közönség tetszéssel fogadta a darabot, ami itthon már meglehetősen vegyes érzelmeket váltott ki a hallgatóságból. Sok kritikus a dramaturgiai fogyatékosságokat emelte ki, egyesek az énekelt szólamok érthetetlenségére panaszkodtak. A darab mindenesetre jó példa arra, hogy az opera műfaja nem halott. Magyar szerzők is folyamatosan komponálnak jelenleg is operákat (elég, ha csak Eötvös Pétert említjük. A 2010-es évek a konzervatív operai műsorpolitikához képest változott jó és rossz értelemben egyaránt. A változások egyértelmű pozitívuma a sok magyar mű a színpadon, mind a klasszikusok, mind a kostársak tekintetében. Az operaház ismét új operák megrendelője ként lép fel, és a fiatal zeneszerzőknek is megmutatkozási lehetőséget biztosít. Az új játszóhelyek csak erősíthetik ezt a folyamatot: magyar opera nem csak volt, hanem lesz is.
A következő művek CD kiadása valósult meg napjainkig
| Zeneszerző      | Az opera címe                         | CD kiadó |
| --------------- | ------------------------------------- | --- |
| Erkel Ferenc    | Bátori Mária                          | Musica Hungarica 2002 |
| Erkel Ferenc    | Hunyadi László                        | Hungaroton 1995 ( az opera eredeti alakjának rekonstruált változata az 1896-os zongorakivonat alapján), Monopole 2012 (a Nádasdy-Radnai-Oláh-féle átdolgozott verzió) OperaTrezor 2012 (az opera eredeti alakja, az eredeti szöveggel), |
| Erkel Ferenc    | Bánk bán                              | Alpha Line Records (az eredeti verzió rekonstrukciója) 1993; Hungaroton 1994 (a Nádasdy-Oláh-Rékai-féle átdolgozott verzió), Teldec 2003 (az előbbi verzió, az első felvonás végének kinyitásával);Magyar Állami Operaház (az opera úgyszólván eredeti műalakja a kritikai kiadás alapján), 2011, Monopole 2011 (a Nádasdy-Oláh-Rékai-féle átdolgozás, a Kenessey-féle Tisza-parti jelenettel) |
| Erkel Ferenc    | Brankovics György                     | Musica Hungarica 2003 |
| Erkel Ferenc    | István király                         | Musica Hungarica 2000, rövidített változat; Naxos 2014, eredeti műalak a balettzene nélkül |
| Liszt Ferenc    | Don Sanche, avagy a szerelem kastélya | Hungaroton 1997 |
| Goldmark Károly | Sába királynője                       | Hungaroton 1980; Gala 2004 |
| Goldmark Károly | Merlin                                | Profil Median 2009 |
| Poldini Ede     | Farsangi lakodalom                    | Hungaroton 2000 |
| Bartók Béla     | A kékszakállú herceg vára             | Rengeteg kiadás |
| Kodály Zoltán   | Háry János                            | Hungaroton 1995 |
| Kodály Zoltán   | Székely fonó                          | Hungaroton 1996 |
| Dohnányi Ernő   | Simona néni                           | Hungaroton 2001 |
| Kenessey Jenő   | Az arany meg az asszony               | Hungaroton 2001 |
| Farkas Ferenc   | A bűvös szekrény                      | Hungaroton 2005 |
| Ránki György    | Pomádé király új ruhája               | Hungaroton 2001 |
| Szokolay Sándor | Vérnász                               | Hungaroton 1995 |
| Petrovics Emil  | C’est la guerre                       | Hungaroton 2000 |
| Balassa Sándor  | Az ajtón kívül                        | Hungaroton 2007 |
| Balassa Sándor  | Karl és Anna                          | Hungaroton 2003 |
| Vajda János     | Mário és a varázsló                   | Hungaroton 1990 |
| Bozay Attila    | Csongor és Tünde                      | Hungaroton 2010 |
| Ligeti György   | Le grand macabre                      | Wergo 1987, Sony 1998 |
| Eötvös Péter    | Három nővér                           | Deutsche Gramophon 1999 |